# Catia Halar
Catia Halar est une basketteuse mozambicaine née le 28 novembre 1982 à Maputo.  

## Carrière
Elle fait partie de l'équipe du Mozambique de basket-ball féminin avec laquelle elle participe aux championnats d'Afrique de basket-ball féminin 2009, 2011, 2013, 2017 et au championnat du monde 2014,.
En club :
- 2008- : Desportivo Maputo

## Palmarès
- Médaille d'argent du Championnat d'Afrique de basket-ball féminin 2013